# Ralphus
Ralphus (døbt John Riker) er en amerikansk lastbil chauffør, der blev et kendt ansigt på amerikansk tv gennem World Championship Wrestling.

## Biografi
Ralphus fungerede som lastbil chauffør for WCW, hvor han fragtede wrestling ringen fra arena til arena. Derudover var han far til dommeren Scott Dickinson. Han blev tilbudt en rolle på tv, hvor han fungerede som "bodyguard" til Chris Jericho. Ralphus så dog ikke ret faretruende ud, da han var gammel, fed, manglede sine tænder, og konstant tabte sine bukser. Det siges at Chris Jericho foreslog Ralphus som sin manager, for at provokere Kevin Nash. Chris Jericho mindede meget om Shawn Michaels i sin wrestling stil, og flere år tidligere havde Kevin Nash spillet rollen som Diesel, hvor han fungerede som Shawn Michaels bodyguard, der også var lastbil chauffør. Jericho og Ralphus var et meget humoristisk makkerpar. Da Jericho forlod WCW gik der over et år før Ralphus dukkede op igen. Det var som makker til Norman Smiley, og de to blev "fyret" fra WCW da de fejlede flere gange i at bringe Hardcore titlen til Vince Russo. Makkerparret var med i en række humoristiske sketches, hvor de forsøgte at skaffe et job, og blev så desperate at de gik rundt med skilte som "Will Wrestle For Food", og som at tilbyde mødre Ralphus til at passe deres børn. Herefter forsvandt Ralphus igen.